# Дегтярь, Владлен Гаврилович
Владлен Гаврилович Дегтярь (род. 1937) — советский и российский учёный, доктор технических наук, профессор, член-корреспондент Академии электротехнических наук РФ.
Автор и соавтор учебников и сборника задач по электрическим аппаратам, автор ряда патентов.

## Биография
Родился 14 февраля 1937 года.
В 1963 году окончил Московский энергетический институт. В 1967 году окончил  вечернее отделение механико-математического факультета МГУ. 
По окончании МЭИ остался работать в этом вузе, где трудится по настоящее время. С 1963 года прошел ступени младшего научного сотрудника, ассистента, старшего преподавателя и доцента. С 1992 года — профессор кафедры «Электрических и электронных аппаратов» МЭИ. В 1969 году защитил кандидатскую диссертацию, в 1991 году — докторскую.
В 1970 году Дегтярь возглавил научное направление в электроаппаратостроении — развитие жидкометаллических контактов и
электрических аппаратов на их основе. Его научная деятельность в течение многих лет была связана с исследованием и разработкой уникальных аппаратов для техники сверхсильных токов. Наряду с научной, В. Г. Дегтярь ведет педагогическую работу — является лектором курсов по тепловым явлениям в электрических аппаратах и электрическим контактам. Занимается общественной и организационной работой — был председателем профсоюзного бюро факультета, начальником курса, заместителем заведующего кафедрой по учебной работе, заместителем директора ИЭТ по учебной работе. Участвовал в разработке Государственных образовательных стандартов, учебных планов и
программ бакалавров и магистров по направлению «Электроэнергетика и электротехника»; является членом диссертационных советов МЭИ и ВЭИ по присуждению ученых степеней.

## Заслуги
- Заслуженный профессор МЭИ.[3] Лауреат Премии Фонда развития МЭИ «Почет и признание поколений» за 2016 год.[4]
- Лауреат премии Правительства Российской Федерации, удостоен почетного звания «Заслуженный деятель науки РФ».
- Награжден медалью «Ветеран труда», неоднократно отмечался благодарностями по факультету, институту и Минвузу; награжден знаком Минвуза «За отличные успехи в работе».